# Luigi Punzolo
Luigi Punzolo (Pozzuoli, 24 maggio 1905 – Pozzuoli, 27 luglio 1989) è stato un arcivescovo cattolico italiano.

## Biografia
Nato a Pozzuoli, Luigi Punzolo frequentò il seminario minore in questa città e quello maggiore a Napoli. Il 14 agosto 1927 fu ordinato presbitero.
Fu alunno, fino al 1932, della Pontificia accademia ecclesiastica di Roma, laureandosi in teologia e diritto canonico. Fu poi assegnato, in quegli anni particolarmente difficili per la storia europea, alle legazioni diplomatiche della Santa Sede prima di Vienna e poi di Praga, divenendo buon conoscitore dei problemi di quelle nazioni. Dal 1º febbraio 1942, alle dipendenze del padre benedettino Engelbert Giersbach, fece parte della Sezione prigionieri di lingua tedesca e slava all'interno dell'Ufficio Informazioni Vaticano, voluto da papa Pio XII per lo scambio di informazioni sui prigionieri di guerra sia civili che militari.
Il 6 dicembre 1954 fu nominato, da papa Pio XII, Arcivescovo titolare di Sebastea e inviato come nunzio apostolico in Paraguay, anche per contrastare la persecuzione anticattolica che era stata iniziata dal governo di quel paese, sul modello di quella organizzata in Argentina dal generale Peron. La sua consacrazione episcopale ebbe luogo il 16 gennaio 1955 nella cappella del Pontificio collegio pio latino americano di Roma, all'epoca in via Gioacchino Belli. Consacranti furono il cardinale Clemente Micara e i vescovi Antonio Samorè e Alfonso Castaldo. Il giovane ed energico nunzio apostolico, pur impegnandosi molto, non riuscì purtroppo a fronteggiare il problema, così che il 12 dicembre 1957 lasciò la nunziatura in Paraguay per assumere quella a Panama, che mantenne fino al 1961. Durante questi anni iniziò una intensa opera di apostolato, coinvolgendo anche degli istituti religiosi italiani: nel 1958, infatti, invitò le suore francescane elisabettine, congregazione religiosa fondata nel 1862 da san Ludovico da Casoria, a impiantare una missione a Panamá.
Il 10 gennaio 1962 fu nominato internunzio e poi, dal 2 febbraio 1966, pro-nunzio in Siria, primo rappresentante diplomatico della Santa Sede da quando la Siria si era separata dalla Repubblica Araba Unita nel settembre 1961. Lasciò l'incarico il 17 giugno 1967. Dal 2 ottobre 1967 al 24 maggio 1975 fu amministratore apostolico della sede suburbicaria di Velletri e dal 1974 anche della diocesi di Segni. Con lui le due diocesi iniziarono un cammino unitario.
Dal 1962 al 1965 partecipò ai lavori del Concilio Vaticano II in qualità di padre conciliare. In questa veste, e come nunzio apostolico in Siria, fu convocato dall'allora premier siriano Salah al‐Bitar, che gli affidò una protesta formale del governo siriano nei confronti dell'atteggiamento che il Concilio Vaticano II aveva assunto nei confronti del popolo ebraico.
Nel marzo del 1953 fu decorato dal presidente della Repubblica Federale Tedesca con la Großes Verdienstkreuz dell'Ordine al merito della Repubblica Federale di Germania.
Morì a Velletri il 27 luglio 1989. Il rito funebre fu presieduto dal cardinale Sebastiano Baggio nella basilica di San Clemente.

## Genealogia episcopale e successione apostolica
La genealogia episcopale è:
- Cardinale Scipione Rebiba
- Cardinale Giulio Antonio Santori
- Cardinale Girolamo Bernerio, O.P.
- Arcivescovo Galeazzo Sanvitale
- Cardinale Ludovico Ludovisi
- Cardinale Luigi Caetani
- Cardinale Ulderico Carpegna
- Cardinale Paluzzo Paluzzi Altieri degli Albertoni
- Papa Benedetto XIII
- Papa Benedetto XIV
- Papa Clemente XIII
- Cardinale Marcantonio Colonna
- Cardinale Giacinto Sigismondo Gerdil, B.
- Cardinale Giulio Maria della Somaglia
- Cardinale Carlo Odescalchi, S.I.
- Vescovo Eugène de Mazenod, O.M.I.
- Cardinale Joseph Hippolyte Guibert, O.M.I.
- Cardinale François-Marie-Benjamin Richard
- Cardinale Pietro Gasparri
- Cardinale Clemente Micara
- Arcivescovo Luigi Punzolo

La successione apostolica è:
- Vescovo Aníbal Maricevich Fleitas (1957)